# Норвегия на летних Олимпийских играх 1992
Норвегия принимала участие в Летних Олимпийских играх 1992 года в Барселоне (Испания) в девятнадцатый раз за свою историю, и завоевала две золотые, четыре серебряные и одну бронзовую медали. Сборная страны состояла из 83 спортсменов (51 мужчина, 32 женщины).

## Медалисты
| Медаль  | Спортсмен                                               | Вид спорта                  | Дисциплина                                        |
| ------- | ------------------------------------------------------- | --------------------------- | ------------------------------------------------- |
| Золото  | Линда Андерсен                                          | Парусный спорт              | Женщины, класс «Европа»                           |
| Золото  | Йон Рённинген                                           | Греко-римская борьба        | Мужчины, до 52 кг                                 |
| Серебро | Кнут Хольманн                                           | Гребля на байдарках и каноэ | Мужчины, байдарка-одиночка, 1000 м                |
| Серебро | Харалд Стенвог                                          | Стрельба                    | Мужчины, малокалиберная винтовка, лёжа, 50 метров |
| Серебро | Кьетиль Ундсет Пер Сетерсдаль Ларс Бьённес Рольф Торсен | Академическая гребля        | Мужчины, четвёрки парные                          |
| Серебро | Команда                                                 | Гандбол                     | Женщины                                           |
| Бронза  | Кнут Хольманн                                           | Гребля на байдарках и каноэ | Мужчины, байдарка-одиночка, 500 м                 |

## Результаты соревнований

### Академическая гребля
В следующий раунд из каждого заезда проходили несколько лучших экипажей (в зависимости от дисциплины). В финал A выходили 6 сильнейших экипажей, остальные разыгрывали места в утешительных финалах B-D.
Мужчины
| Соревнование | Спортсмены                  | Предварительный заезд | Предварительный заезд | Предварительный заезд | Отборочный заезд | Отборочный заезд | Отборочный заезд | Полуфинал | Полуфинал | Полуфинал | Финал   | Финал   | Итоговое место |
| Соревнование | Спортсмены                  | Заезд                 | Время                 | Место                 | Заезд            | Время            | Место            | Заезд     | Время     | Место     | Время   | Место   | Итоговое место |
| ------------ | --------------------------- | --------------------- | --------------------- | --------------------- | ---------------- | ---------------- | ---------------- | --------- | --------- | --------- | ------- | ------- | -------------- |
| двойки       | Снорре Лорген Сверке Лорген | 1                     | 6:43,10               | 2                     | 4                | 6:42,97          | 1 Q              | 1         | 6:38,28   | 4 QB      | Финал B | Финал B | 7              |
| двойки       | Снорре Лорген Сверке Лорген | 1                     | 6:43,10               | 2                     | 4                | 6:42,97          | 1 Q              | 1         | 6:38,28   | 4 QB      | 6:36,16 | 1       | 7              |